# Al-Muʾminūn
Al-Muʾminūn (I Credenti) è la ventitreesima Sura del Corano, una sura meccana composta da 118 versetti. Questa sura si concentra sulle caratteristiche dei veri credenti, il destino degli increduli, la creazione dell'uomo, e il destino finale dell'umanità. È un'importante sura che tratta temi centrali della fede islamica, la vita morale e il concetto di salvezza.

## Contenuto

### Introduzione e Caratteristiche dei Credenti
Versetti 1-11: La sura inizia proclamando il successo dei credenti. Vengono elencate le loro caratteristiche principali: sono umili nelle loro preghiere, evitano discorsi inutili, danno la zakat (l'elemosina obbligatoria), mantengono la castità tranne con le loro mogli o schiave, rispettano i loro patti e impegni, e sono diligenti nelle loro preghiere. Questi credenti sono promessi al Paradiso come loro eredità.

### Creazione dell'Uomo e della Vita
Versetti 12-22: La sura descrive la creazione dell'uomo da un estratto di argilla, il processo di sviluppo embrionale e il dono della vita. Viene sottolineato il ruolo di Allah come Creatore e Sostenitore. La sura fa riferimento anche alla creazione degli animali e ai benefici che l'uomo trae da essi, evidenziando la misericordia e la provvidenza divina.

### Narrazioni dei Profeti
Versetti 23-50: Viene presentata una serie di narrazioni sui profeti per illustrare la missione profetica e la reazione dei loro popoli. Tra i profeti menzionati ci sono:
- Noè (Nuh): La sua lotta con un popolo incredulo e la salvezza dei pochi che credettero.
- Hud: Mandato agli 'Ad che rifiutarono il suo messaggio.
- Salih: Mandato ai Thamud, che uccisero la cammella come segno di ribellione.
- Lot (Lut): La sua gente venne distrutta a causa delle loro pratiche immorali.
- Mosè (Musa) e Aronne (Harun): Mandati al Faraone e ai suoi seguaci, che furono annegati per la loro disobbedienza.
- Gesù (Isa) e Maria (Maryam): Citati come segno di Allah, sottolineando la loro purezza e il loro ruolo nel messaggio divino.

### Il Giorno del Giudizio e la Resurrezione
Versetti 51-77: La sura descrive la scena del Giorno del Giudizio, quando le anime saranno chiamate a rendere conto delle loro azioni. Viene enfatizzata la certezza della resurrezione e la punizione per coloro che rifiutano di credere e seguire il messaggio divino. Viene anche sottolineata la misericordia di Allah per coloro che si pentono e credono.

### Esortazioni e Riflessioni Finali
Versetti 78-118: La sura esorta gli uomini a riflettere sui segni di Allah nell'universo e a non essere tra coloro che sono distratti dalle vanità mondane. Viene sottolineata la responsabilità individuale e la necessità di seguire la guida divina. La sura si conclude con una supplica del profeta Muhammad a cercare la protezione di Allah contro il male e a chiedere il perdono e la misericordia divina.

## Analisi
La sura Al-Muʾminūn è di fondamentale importanza per i musulmani perché fornisce una descrizione chiara delle caratteristiche che definiscono un vero credente e offre esempi storici attraverso le storie dei profeti. Questa sura non solo consolida la fede dei credenti, ma serve anche come guida morale e spirituale, esortandoli a vivere una vita di devozione, integrità e carità.
Attraverso le sue esortazioni e ammonimenti, la sura invita i credenti a riflettere sulla loro condotta e ad aderire strettamente ai principi dell'Islam, preparandosi così per il Giorno del Giudizio e assicurandosi la misericordia e la ricompensa di Allah.